# Verbascum vuyckii
Verbascum vuyckii är en flenörtsväxtart som beskrevs av Abraham Willem Kloos. Verbascum vuyckii ingår i släktet kungsljus, och familjen flenörtsväxter. Inga underarter finns listade i Catalogue of Life.